# Jerabloer
Jerabloer (Armeens: Եռաբլուր, Engels: Yerablur) is een militaire begraafplaats op een heuveltop in de buitenwijken van de Armeense hoofdstad Jerevan. De begraafplaats ligt in het Malatia-Sebastia-district en sinds 1988 is Jerabloer in gebruik als begraafplaats voor Armeense soldaten die sneuvelden tijdens de Oorlog in Nagorno-Karabach.
De begraven soldaten zijn onder anderen:
- Vardan Stepanjan (1992)
- Monte Melkonjan (1993)[1]
- Garo Kahkejan (1993)
- Sjahen Meghrjan (1993)
- Sose Mayrig (gestorven in 1952, herbegraven op Jerabloer in 1998)
- Vazgen Sargsjan (1999)
- Generaal Andranik (gestorven in 1927, herbegraven op Jerabloer in 2000)[2]
- Goergen Margarjan (2004)
- Sebouh Nersesjan (gestorven in 1940, herbegraven op Jerabloer in 2014)[3][4]

## Afbeeldingen

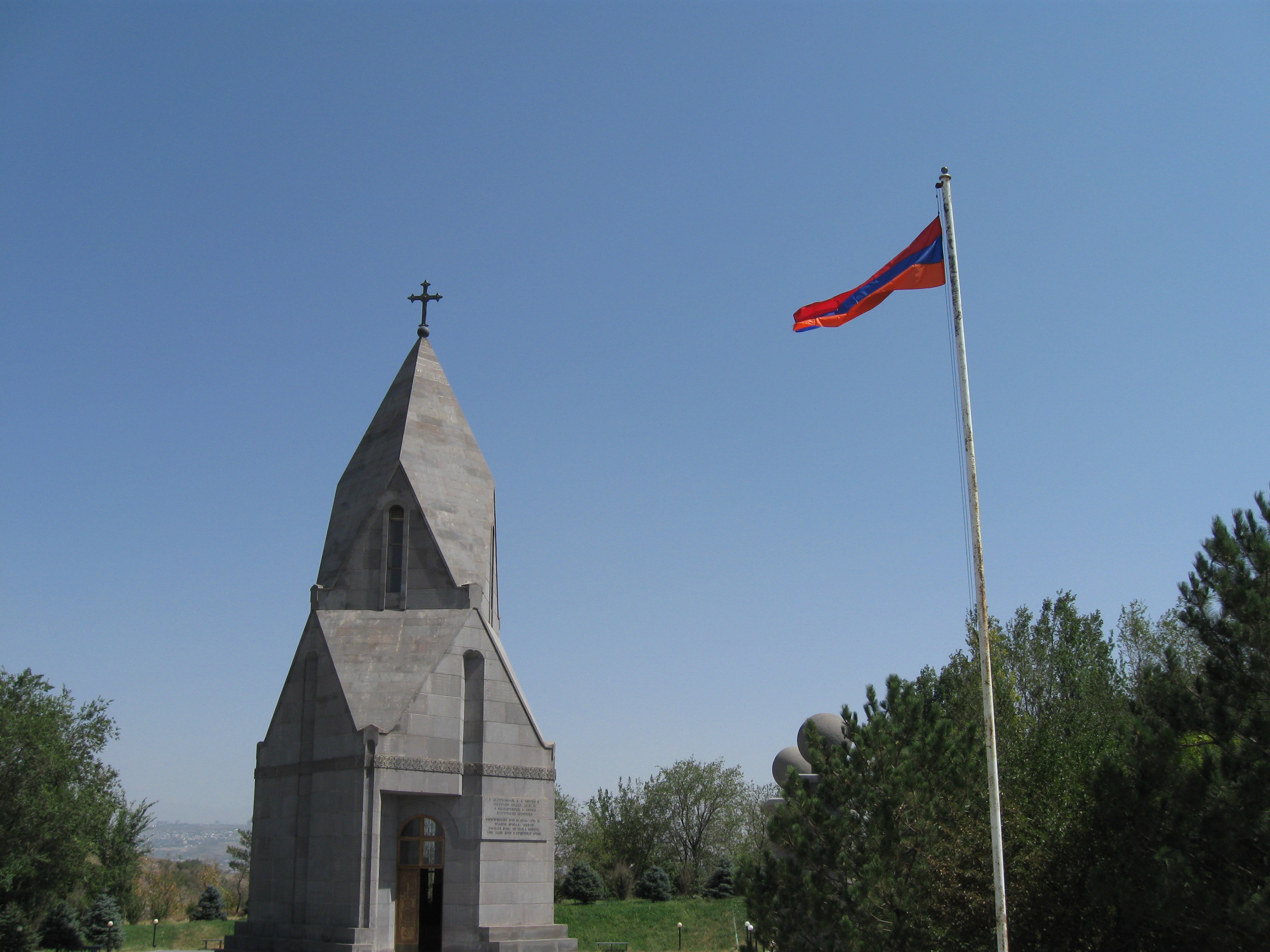
Heilige Martelaren Vartanantskerk van Jerabloer
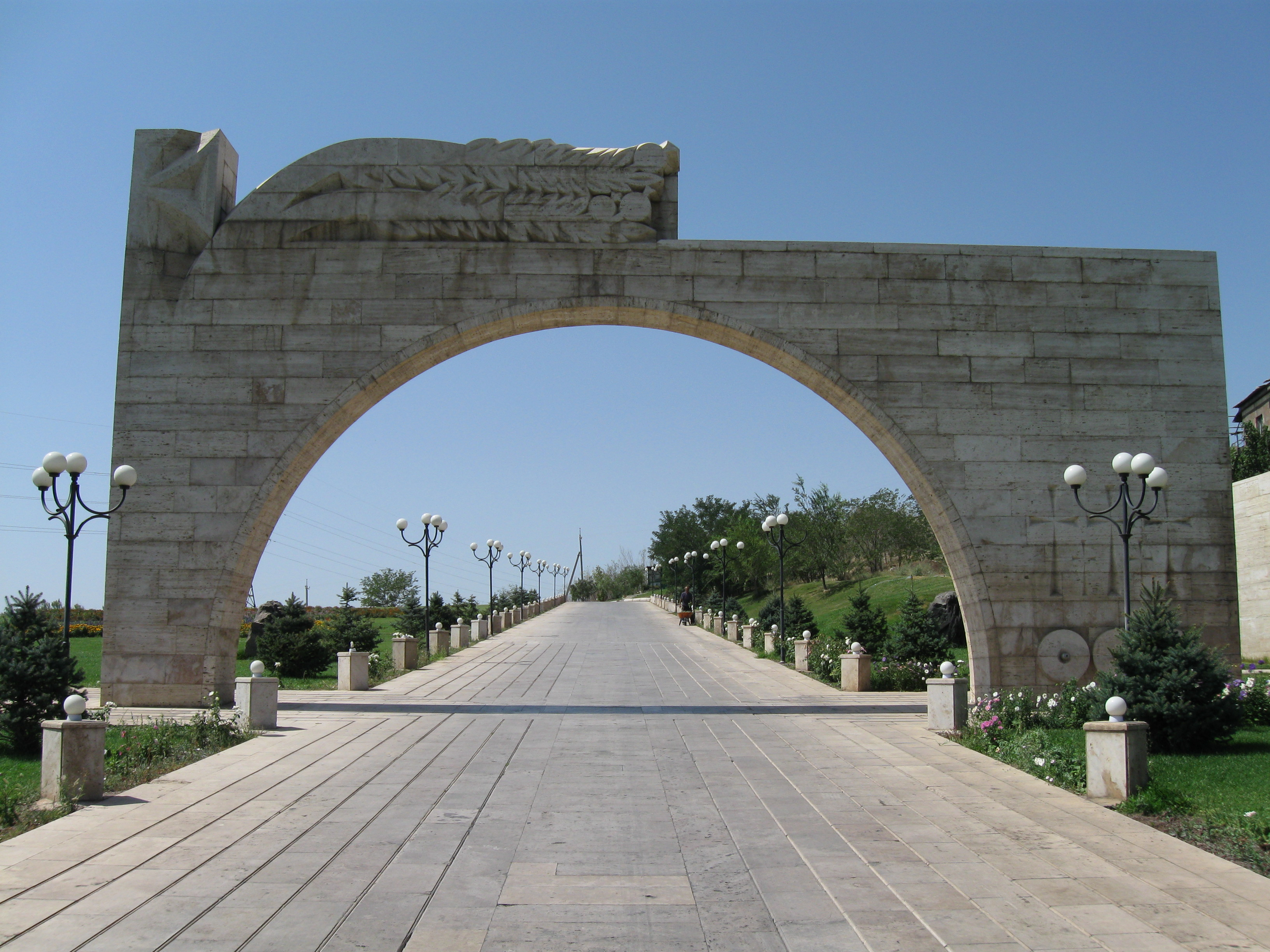
Hoofdingang
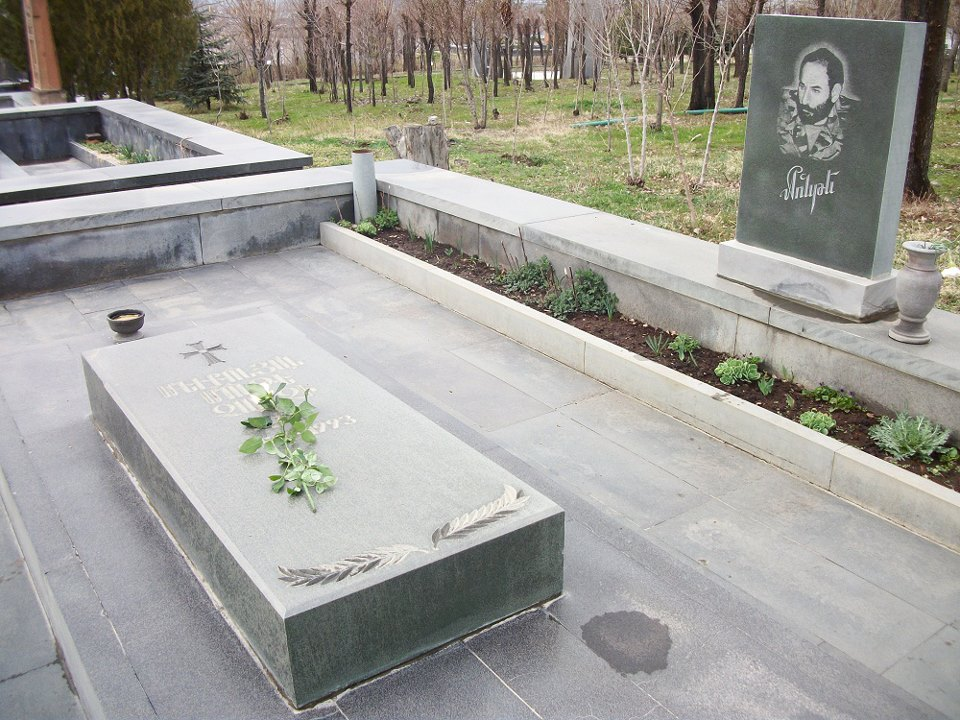
Graf van Monte Melkonjan
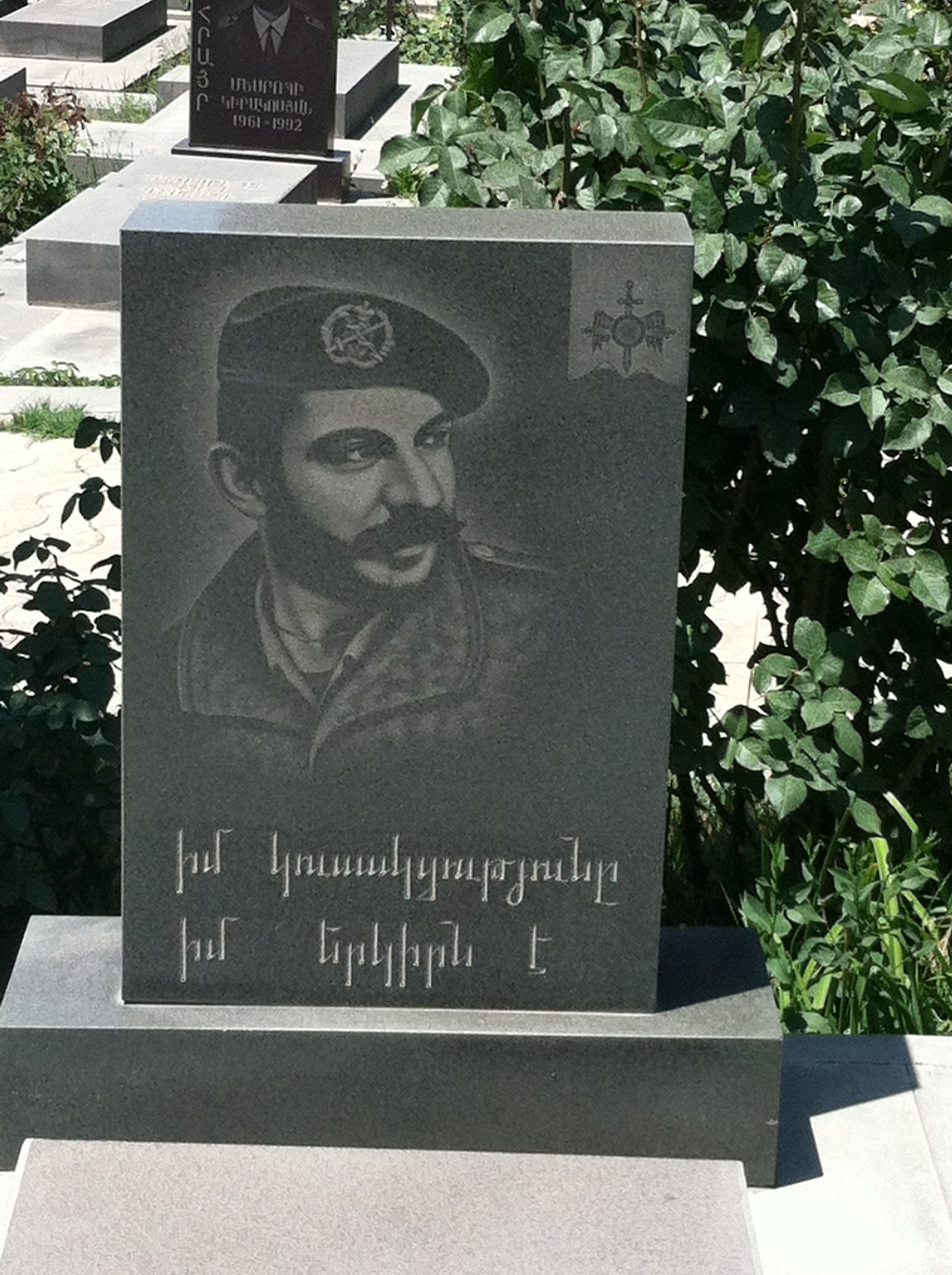
Graf van Garo Kahkejan
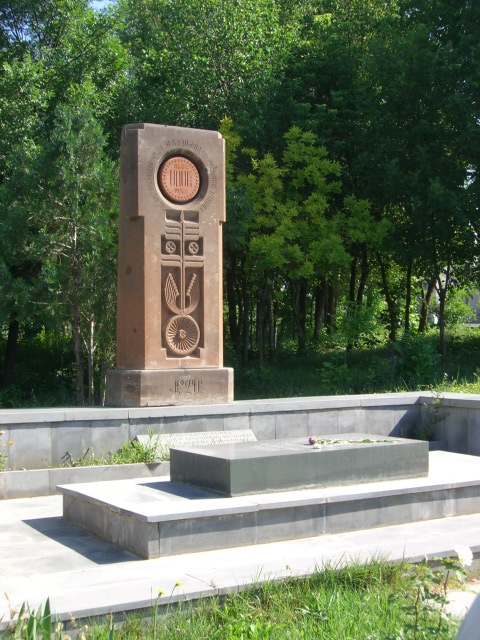
Graf van Sose Mayrig
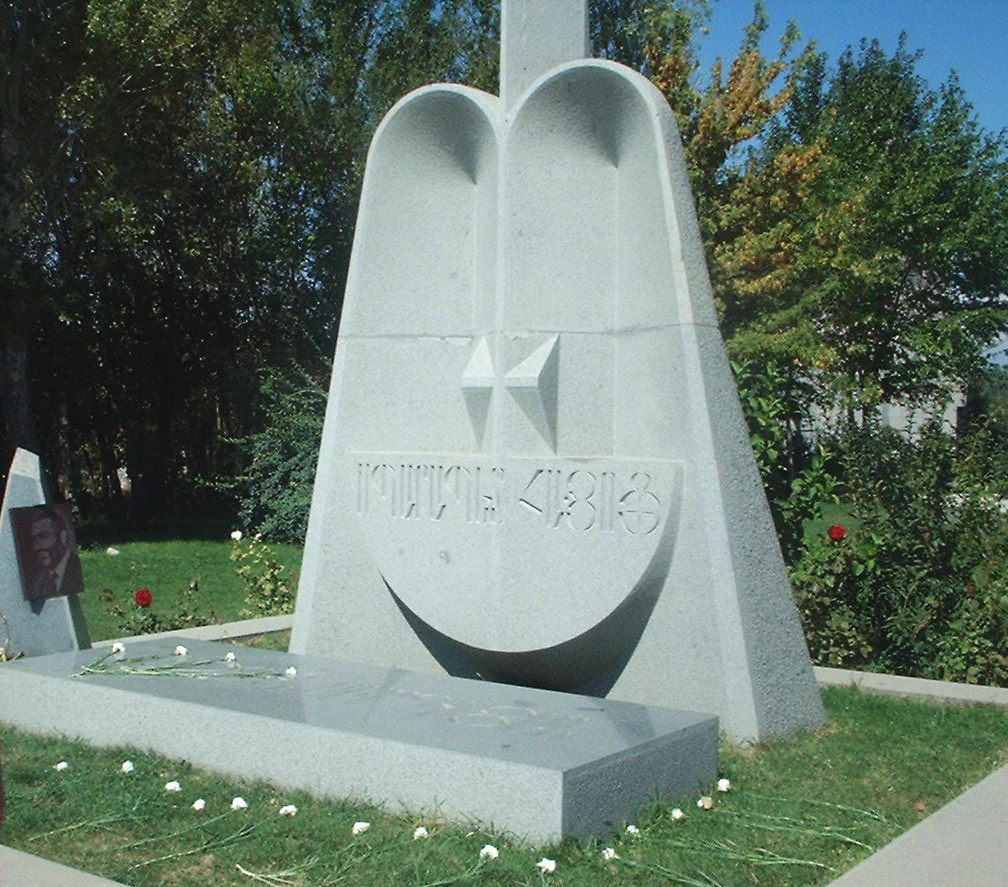
Graf van Vazgen Sargsjan
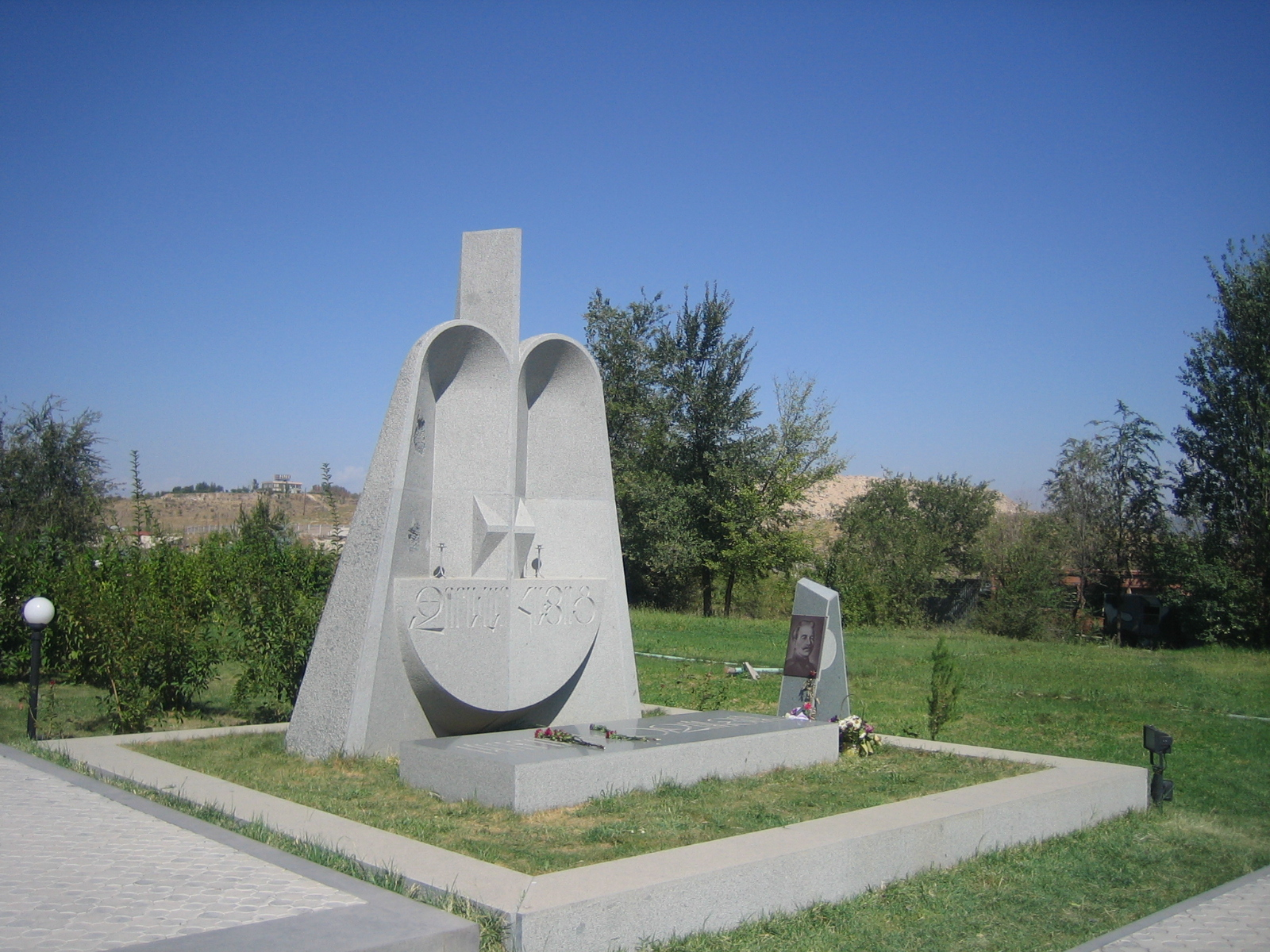
Graf van Andranik
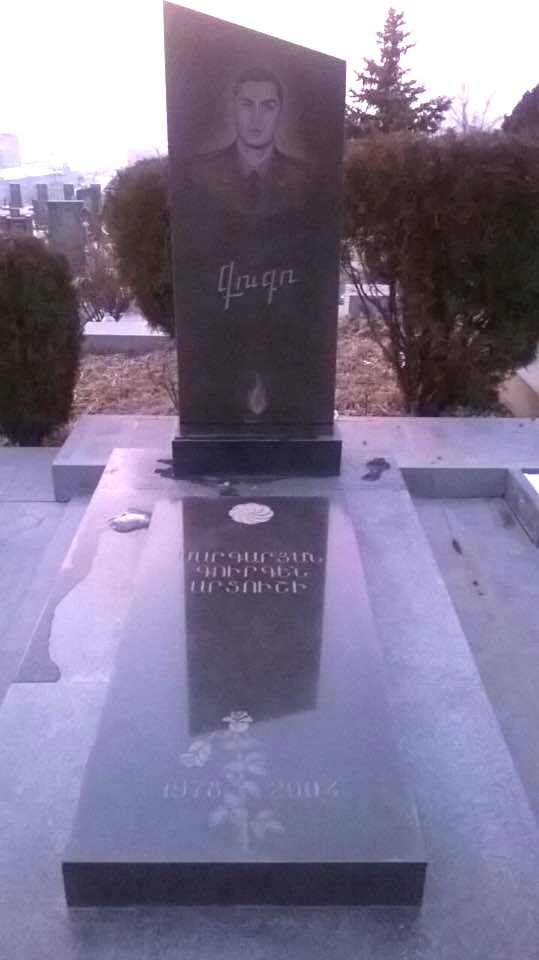
Graf van Gurgen Margarjan